# Valdovecaria
Valdovecaria is een geslacht van vlinders van de familie snuitmotten (Pyralidae), uit de onderfamilie Phycitinae.

## Soorten
- V. bradyrrhoella Zerny, 1927
- V. fassnidgei Lhomme, 1945
- V. hispanicella (Herrich-Schäffer, 1855)
- V. umbratella (Treitschke, 1832)